# Cymothoa ichtiola
Cymothoa ichtiola es una especie de crustáceo isópodo marino del género Cymothoa, familia Cymothoidae. Fue descrita científicamente por Bosc en 1802.

## Distribución
Esta especie se encuentra en el norte del océano Atlántico.